# Ștefan Georgescu (fotbalist)
Ștefan Georgescu (n. 5 septembrie 1942, Pantelimon, România) este un fost fotbalist și antrenor de fotbal român.

## Cariera de fotbalist
Ștefan Georgescu și-a început activitatea fotbalistică în 1958, ca junior la Clubul Sportiv Progresul București.
Din 1965 până în 1979 a fost component de marcă al echipei divizionare B Metalul București, (echipa fostei Uzine 23 August), participând la peste 450 de jocuri și fiind de 3 ori semifinalist în Cupa României (1973, 1974, 1975).
Purtând timp de 14 ani banderola de căpitan la echipa Metalul a înscris peste 150 de goluri în partidele menționate, excelând prin spectaculoasele lovituri cu capul spre poarta adversă.
În 1972 și 1976 a fost nominalizat printre cei mai buni sportivi ai cluburilor județene, fiind în 1973, 1974 și 1977 golgheterul seriei 1. Dotat cu calități tehnice deosebite și cu o mare plasticitate tactică, manevrând cu ușurință balonul la firul ierbii dar foarte bun și la jocul de cap, Ștefan Georgescu a reușit să imprime echipei o maniera de joc proprie.
Retras din activitatea competițională în 1979 la vârsta de 37 de ani, Ștefan Georgescu a fost unul dintre cei mai buni sportivi ai C.S.Metalul București , integrându-se în galeria valorilor fotbalului românesc.

## Cariera de antrenor
Prin activitatea de antrenor a contribuit la descoperirea și formarea unor noi elemente de valoare, jucători precum Bogdan Vintilă (Steaua București), Iulian Filipescu (Bettis Sevilla) sau Giani Kiriță (Bursaspor Istanbul) fiind îndrumați de Ștefan Georgescu în tainele jocului de fotbal.
În 1981, alături de Vasile Nedelcu pe banca tehnică a câștigat Campionatul Republican de Juniori cu echipa Metalul București.
În decembrie 1993 lotul de copii al echipei Faur București antrenat de Ștefan Georgescu a participat la cea de a-7-a Competiție Mondială de Fotbal în Sală desfășurată la Cavalaire sur Mer (Franța) unde jucătorul Cristea George a fost desemnat cel mai bun portar.
Dublat de însușiri umane deosebite și înconjurat întotdeauna cu respect de cei din jur, Ștefan Georgescu a rămas ca puțini alți predecesori în sportul cu balonul rotund un tonifiant simbol al fidelității.